# Olympische Sommerspiele 1952/Teilnehmer (Britisch-Guyana)
| Gelbes Symbol für Goldmedaillen mit stilisierten Olympischen Ringen | Graues Symbol für Silbermedaillen mit stilisierten Olympischen Ringen | Braundes Symbol für Bronzemedaillen mit stilisierten Olympischen Ringen |
| ------------------------------------------------------------------- | --------------------------------------------------------------------- | ----------------------------------------------------------------------- |
| —                                                                   | —                                                                     | —                                                                       |

Britisch-Guyana nahm an den Olympischen Sommerspielen 1952 in der finnischen Hauptstadt Helsinki mit einem Sportler an einem Wettkampf in einer Sportart teil.
Nach 1948 war es die zweite Teilnahme Britisch-Guayanas an Olympischen Sommerspielen.

## Teilnehmer nach Sportart

### Gewichtheben
Halbschwergewicht (bis 82,5 kg)
- Cecil Moore
Finale: 342,5 kg, Rang 17
Militärpresse: 100,0 kg, Rang 18
Reißen: 107,5 kg, Rang 14
Stoßen: 135,0 kg, Rang 18